# Twiggy (cantante)
Sandra Mariela Vázquez (29 de noviembrede 1975), conocida popularmente como Twiggy (llamada así por la modelo Twiggy Lawson), es una cantante argentina de pop melodico.

## Biografía
Hija de Irma y Leonardo, tiene una hermana mayor llamada Mónica. Creció en un ambiente musical, fomentado por su padre, quien toca varios instrumentos y es aficionado a la lírica. Twiggy fue creciendo y escuchando Parchís y María Elena Walsh, entre otros. Su primeras actuaciones tuvieron lugar en diferentes actos escolares y más tarde lo hizo en pubs y bares de Buenos Aires.
Al promediar la adolescencia, Twiggy hacía presentaciones junto con el cantante CAE y su banda. A través de él, tuvo la posibilidad de hacerse oír en su discográfica BMG. Terminando ya sus estudios secundarios, conoció a Madda Bergeret, hija del productor Bernardo Bergeret, quien la ayudó a adentrarse en el mundo de la música profesional. Fue así como grabó su primer demo, «Bajo la luz de la luna» (que luego se convertiría en un éxito en Argentina) y obtuvo el visto bueno para la grabación de su primer material discográfico.
Su primera canción «Bajo la luz de la luna» empezó a ser tocada en diferentes radios. El videoclip que acompañaba esta balada era rotado por diferentes canales de cable como The Big Channel y fue así como ganó popularidad entre chicos y adolescentes.
Tras el éxito de su primer corte, lanzó «No está», una versión más literal de «Non c'è» de Valsiglio, Cremonesi y Cavalli, creadores de la mayoría de los éxitos de la cantante italiana Laura Pausini, el cual fue otro éxito para la carrera de Twiggy. Gracias a este álbum, Twiggy fue nominada a los premios ACE en 1994 en la categoría "Mejor álbum pop de solista femenina". Alcanzó la certificación de álbum de oro y luego de platino por vender más de 60.000 unidades.
Posteriormente lanzó al mercado su segundo álbum titulado Cuatro estaciones (1995), siendo el primer corte en difusión la balada Necesito un amigo, el cual permaneció en primer lugar por varias semanas en las radios nacionales y le abrió las puertas hacia el mercado internacional, siendo invitada a diferentes países como Chile, Paraguay, Uruguay, Brasil y México.
En 1997 lanza Tu encanto, su tercer material, con una marcada inclinación hacia el pop contemporáneo dejando un poco de lado las baladas. Primer Amor (de Cris Morena y usado anteriormente en los álbumes de su programa Jugate Conmigo) se utilizó en la banda sonora de la película Dibu: La película junto a otro corte denominado No sé qué fue, autoría de la propia Twiggy.
En 2001 junto a Mariano Peluffo conducen el programa Animérica en Vacaciones y Animérica en el Parque de la Costa, por el canal América TV de Buenos Aires. Allí, y luego de la salida de Mariano Peluffo para irse a Gran Hermano, Twiggy pasa a conducir sola el programa, presentando dibujos animados, aventuras con los personajes del Parque, y videoclips de sus temas Que Pasaría y Gira que Gira. Su contrato fue de 3 meses. 
En el año 2010 decide volver a escena y comienza a trabajar en su nuevo disco, "He vuelto". El nuevo material fue producido por Unplug Music, la productora de Guido Frigerio y Gustavo Vinitzca, quien fuera teclista de Twiggy en la primera época. Éste fue editado por el sello BMV de Argentina el 10 de abril de 2012 e incluye, además de 14 temas originales compuestos por la propia cantante, Guido Frigerio y Gustavo Vinitzca. Se incluye un video filmado en vivo del tema que da nombre al disco, en la primera presentación de su regreso, en diciembre de 2010 en El Teatro de Colegiales, Buenos Aires, Argentina. Desde 2011 se encuentra realizando presentaciones por el interior del país en las que presenta canciones del nuevo material y recuerda los temas más exitosos de los discos anteriores.

## Discografía
- 1994: Bajo la luz de la luna - BMG
- 1995: Cuatro estaciones - BMG
- 1995: Remixes - BMG
- 1997: Tu encanto - BMG
- 2012: He Vuelto - BMV PRODUCCIONES
- 2015: Tenerte Cerca (formato digital)
- 2019: Estoy Mejor (formato digital)